# Test Schobera

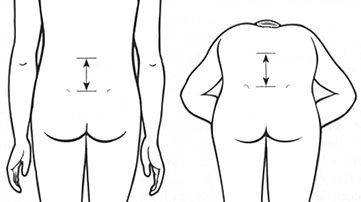
Położenie punktów pomiarowych

Test Schobera (ang. Schober's test, niem. Schober-Maß) – test służący do oceny zakresu zgięcia w odcinku lędźwiowym kręgosłupa. 
Osoba badająca zaznacza położenie dwóch punktów na skórze pacjenta znajdującego się w pozycji stojącej: 
- wyrostka kolczystego piątego kręgu lędźwiowego (L5) oraz
- punktu położonego 10 cm powyżej pierwszego (należy od pierwszego punktu odmierzyć odcinek 10 cm wzdłuż kręgosłupa w kierunku głowy i zaznaczyć jego drugi koniec).

Następnie pacjent wykonuje skłon do przodu, a badający ponownie mierzy odległość u pacjent w tej pozycji pomiędzy zaznaczonymi wcześniej punktami. Przy prawidłowej ruchomości kręgów odległość ta powinna zwiększyć się o ok. 4,5 cm.
Test ten opisał niemiecki lekarz Paul Schober (1865-1943) w 1937 roku.